# Maurin Lange
Maurin Lange (* 3. September 2000 in Kriens) ist ein Schweizer Ruderer. Er gewann bis 2024 eine Silbermedaille bei Europameisterschaften.

## Sportliche Karriere
Maurin Lange nahm an den Junioren-Weltmeisterschaften 2018 teil und belegte den neunten Platz im Doppelvierer. Bei den U23-Weltmeisterschaften 2021 wurde er Neunter mit dem Vierer ohne Steuermann. 2022 trat er mit Jonah Plock im Zweier ohne Steuermann an und gewann sowohl bei den Europameisterschaften als auch bei den Weltmeisterschaften das C-Finale.
2023 wechselten beide in den Doppelvierer und belegten den zehnten Platz bei den Europameisterschaften. Für die dreieinhalb Monate später stattfindenden Weltmeisterschaften in Belgrad wurde die Crew noch einmal auf einer Position umbesetzt. Dominic Condrau, Jonah Plock, Scott Bärlocher und Maurin Lange erreichten in Belgrad den fünften Platz und damit die direkte Olympiaqualifikation für den Schweizer Doppelvierer. 2024 gewann der Doppelvierer in dieser Besetzung die Silbermedaille bei den Europameisterschaften in Szeged hinter den Italienern und vor den Polen. Bei den Olympischen Spielen 2024 in Paris belegte der Schweizer Doppelvierer den sechsten Platz.
Maurin Lange studiert Technik und Architektur an der Hochschule Luzern.

## Fussnoten
1. ↑  Bio bei swissrowing.ch

| Personendaten    | Personendaten     |
| ---------------- | ----------------- |
| NAME             | Lange, Maurin     |
| KURZBESCHREIBUNG | Schweizer Ruderer |
| GEBURTSDATUM     | 3. September 2000 |
| GEBURTSORT       | Kriens            |